# 와지카레
와지카레(Wadjkare)는 이집트 제1중간기의 파라오이다.
그의 이름은 아비도스 왕 목록, 토리노 파피루스 어느 곳에서도 찾아볼 수가 없다. 다만, 호루스 이름인 데메지브타위와 그가 반포한 칙령이 남아 있다.
와지카레가 다른 왕 목록에 나온 왕들 중 한 명과 동일 인물인지, 그들과는 별개의 인물인지에 대해서는 명확히 알려진 바가 없다.

## 참고 문헌
- 피터 클레이턴(Peter Clayton) 저, 정영목 역, 《파라오의 역사》, 까치, 2004

| 전임 네페리르카레 | 이집트 제8왕조의 파라오 ? | 후임 케티 1세 |